# Exocentrus sumatrensis
Exocentrus sumatrensis là một loài bọ cánh cứng trong họ Cerambycidae.